# Giải Wolf về Y học
Giải Wolf về Y học (tiếng Anh: Wolf Prize in Medicine) là một trong 6 giải thưởng của Quỹ Wolf, được trao hàng năm cho các thành tựu nổi bật trong Y học, bắt đầu từ năm 1978. Các giải khác của Quỹ Wolf là giải Wolf về Nông nghiệp, Giải Wolf về Hóa học, Giải Wolf về Toán học, Giải Wolf Vật lý và Giải Wolf về Nghệ thuật. Giải này là giải thưởng về y học có uy tín hàng thứ ba, sau Giải Nobel Sinh lý và Y khoa và Giải Albert Lasker cho nghiên cứu Y học cơ bản.
Giải thưởng gồm một bằng ghi công trạng và 100.000 đô la Mỹ.

## Danh sách các người đoạt giải[1]
| Năm    | Tên                                           | Quốc tịch                                  | Ghi chú                                                                                       |
| ------ | --------------------------------------------- | ------------------------------------------ | --------------------------------------------------------------------------------------------- |
| 2018   | Không trao giải                               |                                            |                                                                                               |
| 2017   | James P. Allison                              | Hoa Kỳ                                     | Cho một cuộc cách mạng trong điều trị ung thư do phát hiện ra các rào cản kiểm soát miễn dịch |
| 2016   | C. Ronald Kahn                                | Hoa Kỳ                                     | Các nghiên cứu tiên phong xác định tín hiệu insulin và những thay đổi của nó trong bệnh       |
| 2016   | Lewis C. Cantley                              | Hoa Kỳ                                     | Phát hiện phosphoinositide-3 kinase và vai trò của chúng trong sinh lý học và bệnh tật        |
| 2015   | John Kappler Philippa Marrack Jeffrey Ravetch | Hoa Kỳ; · Hoa Kỳ · Hoa Kỳ                  |                                                                                               |
| 2014   | Nahum Sonenberg Gary Ruvkun Victor Ambros     | Israel / Canada · Hoa Kỳ; · Hoa Kỳ         |                                                                                               |
| 2013   | Không trao giải                               |                                            |                                                                                               |
| 2012   | Ronald M. Evans                               | Hoa Kỳ                                     |                                                                                               |
| 2011   | Shinya Yamanaka Rudolf Jaenisch               | Nhật Bản; · Hoa Kỳ / Đức                   |                                                                                               |
| 2010   | Axel Ullrich                                  | Đức                                        |                                                                                               |
| 2009   | Không trao giải                               |                                            |                                                                                               |
| 2008   | Howard Cedar Aharon Razin                     | Israel · Israel                            |                                                                                               |
| 2006/7 | Không trao giải                               |                                            |                                                                                               |
| 2005   | Alexander Levitzki                            | Israel                                     |                                                                                               |
| 2005   | Anthony R. Hunter                             | Anh Quốc / Hoa Kỳ                          |                                                                                               |
| 2005   | Anthony J. Pawson                             | Anh Quốc / Canada                          |                                                                                               |
| 2004   | Robert Weinberg                               | Hoa Kỳ                                     |                                                                                               |
| 2004   | Roger Y. Tsien                                | Hoa Kỳ                                     |                                                                                               |
| 2002/3 | Ralph L. Brinster                             | Hoa Kỳ                                     |                                                                                               |
| 2002/3 | Mario Capecchi Oliver Smithies                | Hoa Kỳ; · Anh Quốc / Hoa Kỳ                |                                                                                               |
| 2001   | Avram Hershko Alexander Varshavsky            | Israel; · Nga / Hoa Kỳ                     |                                                                                               |
| 2000   | Không trao giải                               |                                            |                                                                                               |
| 1999   | Eric R. Kandel                                | Hoa Kỳ                                     |                                                                                               |
| 1998   | Michael Sela Ruth Arnon                       | Israel · Israel                            |                                                                                               |
| 1997   | Mary Frances Lyon                             | Anh Quốc                                   |                                                                                               |
| 1995/6 | Stanley B. Prusiner                           | Hoa Kỳ                                     |                                                                                               |
| 1994/5 | Michael J. Berridge Yasutomi Nishizuka        | Anh Quốc · Nhật Bản                        |                                                                                               |
| 1993   | Không trao giải                               |                                            |                                                                                               |
| 1992   | M. Judah Folkman                              | Hoa Kỳ                                     |                                                                                               |
| 1991   | Seymour Benzer                                | Hoa Kỳ                                     |                                                                                               |
| 1990   | Maclyn McCarty                                | Hoa Kỳ                                     |                                                                                               |
| 1989   | John Gurdon                                   | Anh Quốc                                   |                                                                                               |
| 1989   | Edward B. Lewis                               | Hoa Kỳ                                     |                                                                                               |
| 1988   | Henri G. Hers Elizabeth F. Neufeld            | Bỉ · Hoa Kỳ                                |                                                                                               |
| 1987   | Pedro Cuatrecasas Meir Wilchek                | Hoa Kỳ · Israel                            |                                                                                               |
| 1986   | Osamu Hayaishi                                | Nhật Bản                                   |                                                                                               |
| 1984/5 | Donald F. Steiner                             | Hoa Kỳ                                     |                                                                                               |
| 1983/4 | Không trao giải                               |                                            |                                                                                               |
| 1982   | Jean-Pierre Changeux                          | Pháp                                       |                                                                                               |
| 1982   | Solomon H. Snyder                             | Hoa Kỳ                                     |                                                                                               |
| 1982   | James W. Black                                | Anh Quốc                                   |                                                                                               |
| 1981   | Barbara McClintock                            | Hoa Kỳ                                     |                                                                                               |
| 1981   | Stanley N. Cohen                              | Hoa Kỳ                                     |                                                                                               |
| 1980   | Cesar Milstein Leo Sachs James L. Gowans      | Argentina / Anh Quốc; · Israel; · Anh Quốc |                                                                                               |
| 1979   | Roger Wolcott Sperry                          | Hoa Kỳ                                     |                                                                                               |
| 1979   | Arvid Carlsson                                | Thụy Điển                                  |                                                                                               |
| 1979   | Oleh Hornykiewicz                             | Áo                                         |                                                                                               |
| 1978   | George Davis Snell                            | Hoa Kỳ                                     |                                                                                               |
| 1978   | Jean Dausset                                  | Pháp                                       |                                                                                               |
| 1978   | Jon J. van Rood                               | Hà Lan                                     |                                                                                               |

## Tính theo quốc gia
| Nước      | Số lần đoạt giải |
| --------- | ---------------- |
| Argentina | 1                |
| Bỉ        | 1                |
| Pháp      | 2                |
| Israel    | 7                |
| Nhật Bản  | 2                |
| Canada    | 1                |
| Hà Lan    | 1                |
| Nga       | 1                |
| Anh       | 9                |
| Thụy Điển | 1                |
| Hoa Kỳ    | 24               |
| Áo        | 1                |